# Saunders A.14
Le Saunders A.14 était un hydravion biplan bimoteur expérimental britannique des années 1920. Construit à partir d'un Supermarine Southampton par la société S.E. Saunders Ltd. pour tester et mettre au point de nouvelles techniques de construction de coques en métal, il avait la structure du Southampton et une coque conçue par Saunders.
Les méthodes mises en place à cette période furent suffisamment satisfaisantes pour être exploitées dans la production des hydravions Saunders-Roe, de 1928 à 1938.

## Conception et développement
Après l'échec cuisant du Valkyrie à obtenir des commandes, il devint évident que les hydravions traditionnels à coque en bois de Saunders étaient devenus dépassés. Le Saunders A.14, aussi parfois désigné « Metal Hull » (pour « coque en métal », en anglais), était un avion unique permettant à la société de tester sa conception innovante de coques en métal. Cette architecture de construction fut ensuite utilisée sur tous les hydravions Saunders et Saunders-Roe conçus jusqu'à environ 1935 : Les Severn (en), Cutty Sark, Cloud, Windhover et London. Pour éviter les efforts de conception avec un avion entièrement nouveau pour tester leur dessin de coque, les équipes de Saunders se virent attribuer un contrat commun avec Supermarine pour équiper un Southampton Mk.II avec une coque Saunders. Donc, comme l'hydravion Supermarine, l'A.14 était un gros biplan bimoteur à triple dérive.
Les ingénieurs de Saunders étaient désireux de créer une coque qui soit simple à construire, d'une part pour conserver des coûts de développement raisonnables, mais d'autre part parce-que les ouvriers de la compagnie étaient très expérimentés en ce qui concernait le travail du bois, mais beaucoup moins pour celui du métal. Le concepteur de l'A.14, Henry Knowler, présenta deux innovations : une structurelle et l'autre hydrodynamique. Les autres constructeurs avaient renforcé leurs coques avec des raidisseurs longitudinaux, rivetés à l'intérieur de la coque. Cette construction imposait un long travail de rivetage et amenait beaucoup de complications mécaniques à l'endroit ou ces raidisseurs rejoignaient les cadres transversaux. La conception de Knowler remplaçait les raidisseurs internes par des ondulations externes dans le placage de coque qui ne nécessitaient aucun rivet et évitaient l'intersection entre les raidisseurs et les cadres. Ils étaient placés à quelques centimètres d'intervalle, de telle manière qu'il y en ait (de chaque côté) quatre au-dessus de la quille et quatre sur la surface de déjaugeage à deux niveaux.
L'innovation hydrodynamique était moins subtile : La plupart des hydravions avaient utilisé des coques qui, en coupe, se courbaient vers l'extérieur en s'éloignant de la quille, plutôt que de conserver une forme en V simple, principalement pour réduire les projections frontales. De telles coques nécessitaient le martelage de panneaux selon une double courbure, au lieu d'un « simple » pliage. Pour éviter cette complication, Knowler utilisa une coque en V a simple courbure qui était plus étroite que la coque supérieure au niveau de la liaison avec le reste du fuselage, remplissant l'espace vide par des feuilles planes. La coque était construite en duralumin avec un placage en Alclad. À l'intérieur, la nouvelle coque était plus spacieuse que celle du Southampton Mk.II, étant plus large au maître-bau. Le fuselage du Saunders était un petit peu plus court que celui du Supermarine, d'environ 30 cm, mais également plus léger, en jugeant par les masses à vide globales des deux avions : 4 023 kg pour l'A.14 et 4 398 kg pour le Southampton. Le Southampton avait cependant certainement les lignes les plus gracieuses, son fuselage arrondi remontant en douceur vers la dérive arrière, alors que l'A.14 était volumineux et de formes planes et obliques linéaires. Les deux avions avaient pratiquement les mêmes vitesses maximales,, confirmant les estimations de Knowler selon lesquelles la traînée inévitablement causée par les ondulations externes seraient insignifiante pour les faibles vitesses auxquelles évoluaient ces deux biplans.
La disposition des membres d'équipage était plutôt similaire à celle des équipages des Valkyrie et Southampton, avec des cockpits à double commande ouverts en avant des ailes, un emplacement de mitrailleur dans le nez et deux cockpits décalés pour des mitrailleurs en arrière des ailes. Comme le seul but de l'A.14 était de mettre en œuvre de nouvelles techniques de construction de coques, il est fort probable que l'armement n'ait jamais été installé à bord.

## Carrière opérationnelle
L'A.14 prit l'air pour la première fois vers la fin de l'année 1928, mais n'arriva au Marine Aircraft Experimental Establishment (en) (MAEE) qu'en mars 1930. La nouvelle coque en V à deux plans était « propre » au décollage, avec seulement de petites projections pendant la prise de vitesse. Vers juillet, après pratiquement 50 heures de vol, la nouvelle structure montra des signes de faiblesse, avec de légères distorsions visibles dans le bas juste en avant du premier créneau. En octobre, avec un total de 75 heures passées en l'air, la déformation devint plus évidente et la partie basse de déjaugeage dut être renforcée localement avec des raidisseurs internes. Cette faiblesse affecta en fait tous les hydravions suivants jusqu'au London.
Néanmoins, l'A.14 avait démontré que la méthode des ondulations avait fonctionné, malgré quelques légères faiblesses, et tous les avions suivants furent construits selon cette technique, jusqu'au London qui quitta les ateliers en 1938, soit dix ans après le premier vol de l'A.14.

## Utilisateurs
- Royaume-Uni :
  - S.E. Saunders, Ltd. ;
  - Marine Aircraft Experimental Establishment (en).